# Speranza
|  | Denne artikel er oprettet af botten PalnaBot ud fra en ekstern database. Den kan derfor have sproglige fejl eller mangler. Denne skabelon kan fjernes efter kontrol af indholdet. |

Speranza er en eksperimentalfilm fra 1991 instrueret af Torben Skjødt Jensen efter manuskript af Anette Abildgaard, Anders Koppel.

## Handling
Den unge greve Malte Moritz havner sammen med sin huslærer Hoffmann og sin negertjener Rustan på slaveskibet Speranza. Om bord på dette skib, 'Håb', oplever de en rejse ind i frygten og døden. Baseret på en roman af den svenske forfatter Sven Delblanc.